# Rajko Vujičić
Rajko Vujučić (Nikšić, 18. svibnja 1940. – Kotor, 5. veljače 2016.), crnogorski povjesničar umjetnosti.
Član Crnogorske akademije nauka i umjetnosti i Crnogorskog P.E.N. centra.

## Važnija djela
- Spomenici kulture Crne Gore, 1997.
- Studije iz crnogorske istorije umjetnosti, 1999.

## Spoljne veze
- Životopis Rajka Vujičića na stranici CANU[neaktivna poveznica]
- Iz knjige Studije iz crnogorske istorije umjetnosti